# Frankie Knuckles
Frankie Knuckles, rodným jménem Frank Warren Knuckles, Jr. (18. ledna 1955 – 31. března 2014) byl světově známý DJ a hudebník. Je považován za otce house music.
Frankie Knuckles byl zakladatel tanečního stylu „house“ a po 30 let i jeden z nejvýznamnějších producentů a DJů. Spolu s Davidem Moralesem byl zodpovědný za nastavování trendů v taneční hudbě.
Zemřel v roce 2014 ve věku devětapadesáti let. Otevřeně se hlásil k homosexuální orientaci a v roce 1996 byl uveden do Chicago Gay and Lesbian Hall of Fame.

## Dílo
- Beyond the Mix (1991)
- Welcome to the Real World (1995)
- Out There: 2001 Mardi Gras (2001)
- Motivation (2002)